# Cepora nerissa
Cepora nerissa är en fjärilsart som först beskrevs av Fabricius 1775.  Cepora nerissa ingår i släktet Cepora och familjen vitfjärilar. Inga underarter finns listade i Catalogue of Life.

## Bildgalleri

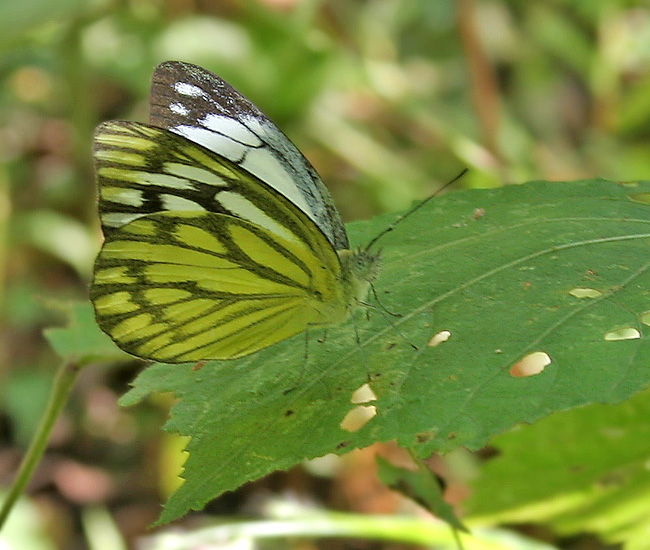
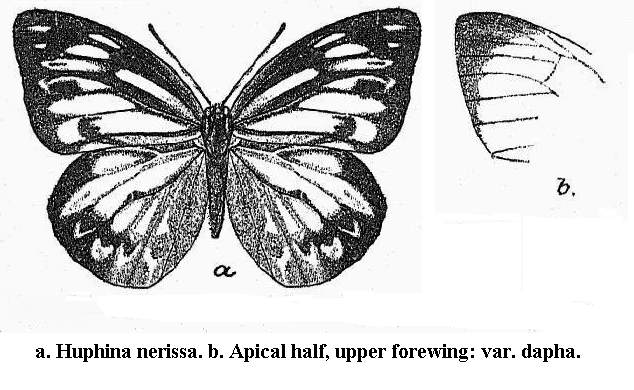
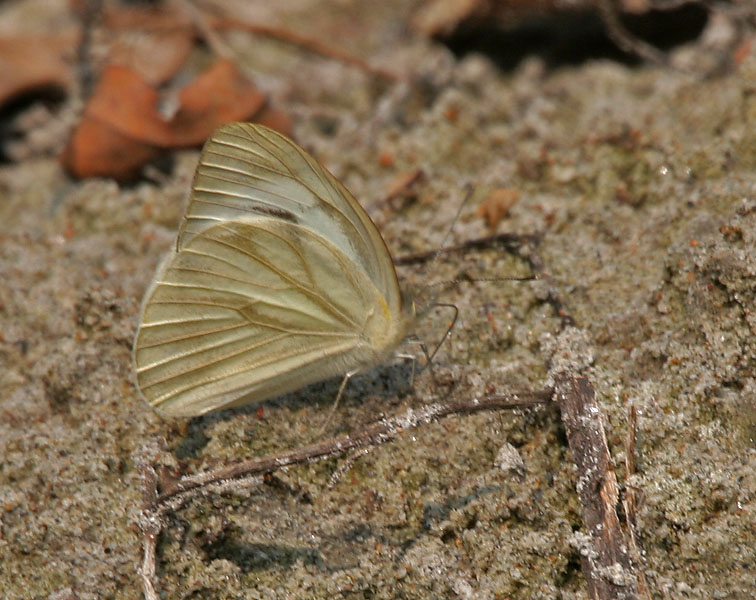
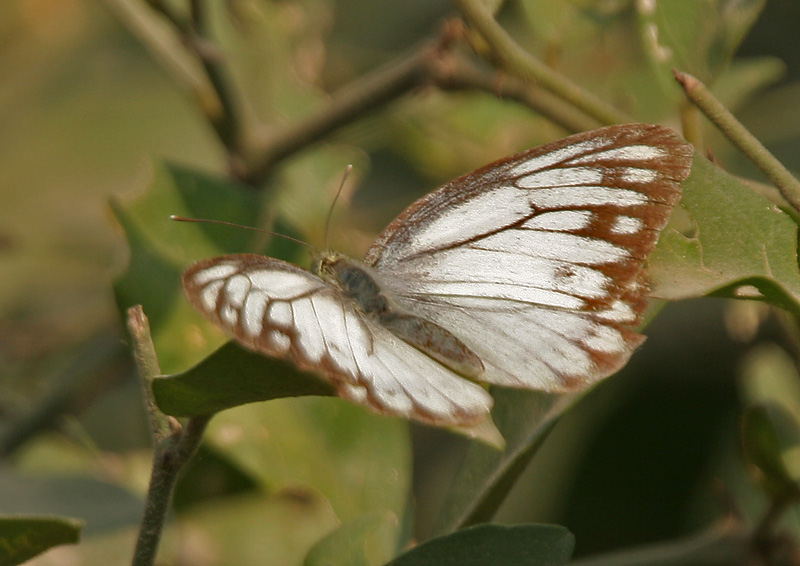
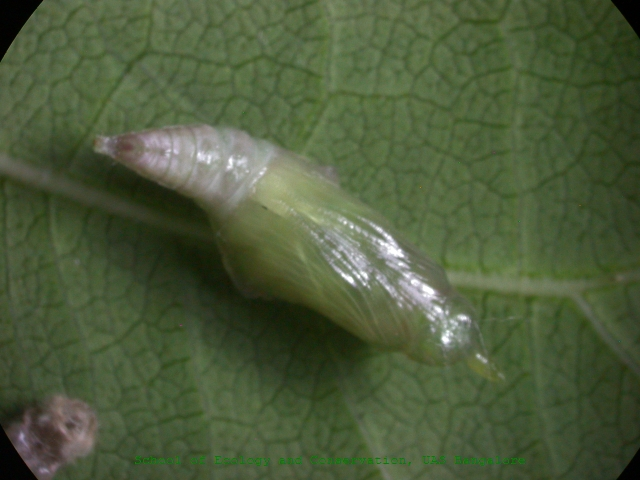
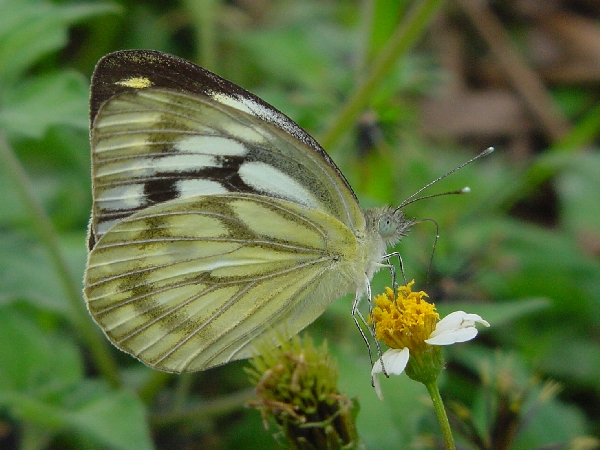